# Cooperación (evolución)
En la evolución, la cooperación es el proceso en el que grupos de organismos trabajan o actúan juntos para obtener beneficios comunes o mutuos. Se define comúnmente como cualquier adaptación que haya evolucionado, al menos en parte, para aumentar el éxito reproductivo de los socios del actor. Por ejemplo, los coros territoriales de los leones machos desalientan a los intrusos y es probable que beneficien a todos los contribuyentes.
Este proceso contrasta con la competencia intragrupo donde los individuos trabajan unos contra otros por razones egoístas. La cooperación existe no solo en los humanos sino también en otros animales. La diversidad de taxones que exhiben cooperación es bastante grande, desde rebaños de cebras a timalíidos a elefantes africanos. Muchas especies animales y vegetales cooperan con miembros de su propia especie y con miembros de otras especies. 

## En animales
La cooperación en animales parece ocurrir principalmente para beneficio directo o entre parientes. La inversión de tiempo y recursos para ayudar a un individuo emparentado puede, al principio, parecer destructivo para las posibilidades de supervivencia de un organismo, pero en realidad es beneficioso a largo plazo. Como los familiares comparten parte de la composición genética del ayudante, aumentar la probabilidad de supervivencia de cada individuo puede aumentar la probabilidad de que los rasgos genéticos del ayudante se transmitan a las generaciones futuras.
Sin embargo, algunos investigadores, como el profesor de ecología Tim Clutton-Brock, afirman que la cooperación es un proceso más complejo. Afirman que los ayudantes pueden recibir más ganancias directas, y menos indirectas, al ayudar a otros de lo que comúnmente se informa. Estos beneficios incluyen la protección contra la depredación y el aumento de la aptitud reproductiva. Además, insisten en que la cooperación no solo puede ser una interacción entre dos individuos sino que puede ser parte de la meta más amplia de unificar poblaciones.
Varios biólogos destacados, como Charles Darwin, EO Wilson y WD Hamilton, pensaron que la evolución de la cooperación es fascinante porque la selección natural favorece a quienes logran el mayor éxito reproductivo, mientras que el comportamiento cooperativo a menudo disminuye el éxito reproductivo del actor (el individuo que realiza el comportamiento cooperativo). Por lo tanto, la cooperación parecía plantear un problema desafiante para la teoría de la selección natural, que se basa en el supuesto de que los individuos compiten para sobrevivir y maximizar sus éxitos reproductivos. Además, se ha encontrado que algunas especies realizan comportamientos cooperativos que a primera vista pueden parecer perjudiciales para su propia aptitud evolutiva. Por ejemplo, cuando una ardilla  da una alarma para avisar a otros miembros del grupo que hay un coyote cercano, atrae la atención sobre sí misma y aumenta sus posibilidades de ser devorada. Ha habido múltiples hipótesis para la evolución de la cooperación, todas las cuales están enraizadas en los modelos de Hamilton basados en la aptitud inclusiva. Estos modelos suponen que la cooperación se ve favorecida por la selección natural debido a los beneficios directos de la aptitud física (cooperación mutuamente beneficiosa) o los beneficios indirectos de la aptitud física (cooperación altruista). Como se explica a continuación, los beneficios directos abarcan los beneficios de los subproductos y la reciprocidad forzada, mientras que los beneficios indirectos (selección de parentesco) abarcan la dispersión limitada, la discriminación de los parientes y el efecto barba verde. 

### Selección de parientes
Una forma específica de cooperación en animales es la selección de parientes, que involucra a los animales que promueven el éxito reproductivo de sus parientes, promoviendo así su propia aptitud biológica.
Se han propuesto diferentes teorías que explican la selección de parientes, incluidas las hipótesis de "pago a la estancia" y "herencia del territorio". La teoría de "pagar para quedarse" sugiere que los individuos ayudan a otros a criar crías para devolverles el favor de los criadores, permitiéndoles vivir en sus tierras. La teoría de la "herencia del territorio" sostiene que los individuos ayudan a mejorar el acceso a las áreas de reproducción una vez que los criadores se van.
Los estudios realizados sobre lobos rojos apoyan la opinión de investigadores anteriores de que los ayudantes obtienen beneficios tanto inmediatos como a largo plazo de la cría cooperativa investigadores evaluaron las consecuencias de las decisiones de los lobos de quedarse con sus manadas durante largos períodos de tiempo después del nacimiento. Si bien la dispersión retardada ayudó a la descendencia de otros lobos, los estudios también encontraron que extendió la vida de los lobos ayudantes masculinos. Esto sugiere que la selección de parientes no solo puede beneficiar a un individuo a largo plazo a través de un mejor estado físico sino también a corto plazo a través de mayores posibilidades de supervivencia.
Algunas investigaciones sugieren que los individuos brindan más ayuda a los parientes más cercanos. Este fenómeno es conocido como discriminación familiar. En su metaanálisis, los investigadores recopilaron datos sobre la selección de parientes mediado por la relación genética en 18 especies, incluido el pájaro azul occidental, el martín pescador  pío, la urraca australiana y la mangosta enana. Descubrieron que las diferentes especies exhibían diversos grados de discriminación entre los parientes, y que las frecuencias más grandes se producían entre aquellos que más tienen que ganar con las interacciones cooperativas.

## En las plantas
La cooperación existe no solo en los animales sino también en las plantas. En un experimento de invernadero con Ipomoea hederacea, una planta trepadora, los resultados muestran que los grupos de parientes tienen mayores tasas de eficiencia en el crecimiento que los grupos de no parientes. Se supone que esto se debe a la competencia reducida dentro de los grupos emparentados.

## Explicación
La teoría de la aptitud inclusiva proporciona una buena visión general de las posibles soluciones al problema fundamental de la cooperación. La teoría se basa en la hipótesis de que la cooperación ayuda a transmitir los genes subyacentes a las generaciones futuras, ya sea aumentando los éxitos reproductivos del individuo (aptitud física directa) o de otros individuos que portan los mismos genes (aptitud física indirecta). Los beneficios directos pueden resultar de un simple subproducto de la cooperación o mecanismos de cumplimiento, mientras que los beneficios indirectos pueden resultar de la cooperación con individuos genéticamente similares.

### Beneficios directos de laaptitud biológica
Esto también se denomina cooperación mutuamente beneficiosa, ya que tanto el actor como el receptor dependen de los beneficios de aptitud física directos, que se dividen en dos tipos diferentes: beneficio por subproducto y cumplimiento. 
El beneficio del subproducto surge como consecuencia de que los socios tienen un interés compartido en la cooperación. Por ejemplo, en las suricatas, un grupo más grande proporciona un beneficio a todos los miembros de ese grupo al aumentar las tasas de supervivencia, forzar el éxito y ganar conflictos. Esto se debe a que vivir en grupos es mejor que vivir solo, y la cooperación surge pasivamente como resultado de que muchos animales hacen lo mismo. El beneficio del subproducto también puede surgir como consecuencia de que los animales subordinados se queden y ayuden a un nido dominado por líderes que a menudo sufren altas tasas de mortalidad. Se ha demostrado que la cooperación sería más ventajosa para el sexo que es más probable que permanezca y se reproduzca en el grupo natal. Esto se debe a que el subordinado tendrá una mayor probabilidad de convertirse en dominante en el grupo a medida que pase el tiempo. La cooperación en este escenario se ve a menudo entre miembros no relacionados de la misma especie, como la avispa Polistes dominula.
Delicia del prisionero, otro término para describir el beneficio de subproducto, es un término acuñado por Kenneth Binmore en 2007 después de descubrir que los beneficios pueden resultar como una consecuencia automática de un acto de "interés propio" en la caza cooperativa. Ilustró esto con un escenario que tenía dos cazadores, cada cazador tenía la opción de cazar (cooperar) o no cazar. Suponiendo que la caza cooperativa resulta en mayores recompensas que solo la caza de un solo jugador, cuando la caza no es rara, tanto los cazadores como los no cazadores se benefician porque cualquiera de los jugadores estará con otros cazadores y, por lo tanto, cosechará las recompensas de un éxito. Esta situación demuestra el "Deleite del prisionero" porque la comida de una caza exitosa se comparte entre los dos jugadores, independientemente de si participaron o no.
Se ha demostrado que la conducción libre, o la obtención de beneficios sin ningún esfuerzo, suele ser un problema en la acción colectiva. Los ejemplos de la conducción gratuita serían si un empleado de un sindicato no paga cuotas, pero aún se beneficia de la representación sindical. En un estudio publicado en 1995, los científicos encontraron que las leonas mostraron diferencias individuales en la medida en que participaron en el conflicto grupal-territorial. Algunas leonas 'cooperaron' consistentemente al acercarse a los intrusos, mientras que otras 'se quedaron atrás' para evitar el riesgo de pelear. Aunque la hembra líder reconoció a las rezagadas, no las castigó, sugiriendo que la cooperación no se mantiene por reciprocidad.
La cooperación se mantiene en situaciones donde el problema del polizón es un problema a través de la aplicación, que es el mecanismo donde el actor es recompensado por cooperar o castigado por no cooperar. Esto sucede cuando se favorece la cooperación para ayudar a aquellos que han ayudado a los actores en el pasado. El castigo por no cooperar ha sido documentado en suricatas, donde las hembras dominantes atacarán y desalojarán a las hembras subordinadas que queden embarazadas. El embarazo es visto como una falta de cooperación porque solo las hembras dominantes pueden tener descendencia. Las hembras dominantes atacarán y matarán a la descendencia de las hembras subordinadas si evaden el desalojo y el desalojo a menudo conduce a un mayor estrés y una menor supervivencia.
La aplicación de la ley también puede ser mutuamente beneficiosa, y a menudo se denomina cooperación recíproca porque el acto de cooperación está dirigido de manera preferencial a las personas que han ayudado al actor en el pasado (directamente), o han ayudado a los que lo han hecho (en forma indirecta).

### Beneficios indirectos de la aptitud
La segunda clase de explicaciones para la cooperación son los beneficios indirectos de aptitud física o la cooperación altruista. Hay tres mecanismos principales que generan este tipo de beneficio de acondicionamiento físico: dispersión limitada, discriminación por parentesco y el efecto de barba verde. 
Hamilton originalmente sugirió que la alta relación podría surgir de dos maneras: reconocimiento directo de parentesco entre individuos o dispersión limitada, o viscosidad de la población, que puede mantener a los parientes juntos. La forma más fácil de generar relación entre los socios es la dispersión limitada, un mecanismo en el que la similitud genética se correlaciona con la proximidad espacial. Si los individuos no se mueven lejos, entonces los parientes generalmente los rodean. Por lo tanto, cualquier acto de altruismo estaría dirigido principalmente hacia los parientes. Este mecanismo se ha demostrado en la bacteria Pseudomonas aeruginosa, donde la cooperación es desfavorable cuando las poblaciones están bien mezcladas, pero se favorece cuando existe una alta relación local.
La discriminación de parentesco también influye en la cooperación porque el actor puede brindar ayuda de manera preferencial a los socios emparentados. Como los familiares suelen compartir genes comunes, se cree que este nepotismo puede conducir a una relación genética entre el actor y la descendencia de la pareja, lo que afecta la cooperación que un actor puede brindar. 
Este mecanismo es similar a lo que sucede con el efecto de la barba verde, pero con el efecto de la barba verde, el actor tiene que identificar cuál de sus socios comparte el gen de cooperación. Un sistema de barba verde siempre debe coexistir dentro de individuos y alelos para producir un rasgo perceptible, el reconocimiento de este rasgo en otros y un tratamiento preferencial a los reconocidos. Se han encontrado ejemplos de comportamiento de barba verde en hidrozoos, mohos de limo, levadura y hormigas. Un ejemplo es en los lagartos Uta stansburiana, donde los machos de garganta azul establecen preferentemente territorios uno al lado del otro. Los resultados muestran que los machos garganta azul vecinos tienen más éxito en la vigilancia de hembras. Sin embargo, los machos azules que están cerca de machos naranjas más grandes y agresivos sufren un costo.

## Selección multinivel
La teoría de la selección multinivel sugiere que la selección opera en más de un nivel: por ejemplo, puede operar a nivel atómico y molecular en las células, al nivel de las células en el cuerpo, y luego nuevamente a todo el nivel del organismo, y nivel comunitario, y el nivel de especie. Cualquier nivel que no sea competitivo con otros del mismo nivel será eliminado, incluso si el nivel inferior es altamente competitivo. Un ejemplo clásico es el de los genes que previenen el cáncer. Las células cancerosas se dividen sin control y, a nivel celular, tienen mucho éxito porque se reproducen (a corto plazo) muy bien y compiten con otras células del cuerpo. Sin embargo, a nivel de todo el organismo, el cáncer suele ser fatal y, por lo tanto, puede prevenir la reproducción. Por lo tanto, se favorecen los cambios en el genoma que previenen el cáncer (por ejemplo, al causar que las células dañadas actúen cooperativamente al destruirse a sí mismos). La teoría de la selección multinivel sostiene que pueden ocurrir efectos similares, por ejemplo, para hacer que los individuos cooperen para evitar comportamientos que se favorecen a sí mismos a corto plazo, pero que destruyen a la comunidad (y sus descendientes) a largo plazo. 

## Efecto de mercado
Una teoría que sugiere un mecanismo que podría conducir a la evolución de la cooperación es el "efecto de mercado" como lo sugieren Noe y Hammerstein. El mecanismo se basa en el hecho de que en muchas situaciones existe un compromiso entre la eficiencia de obtener un recurso deseado y la cantidad de recursos que uno puede obtener activamente. En ese caso, cada socio en un sistema podría beneficiarse de la especialización en producir un recurso específico y obtener el otro recurso por medio del comercio. Cuando solo existen dos socios, cada uno puede especializarse en un recurso e intercambiar por el otro. El comercio por el recurso requiere la cooperación con el otro socio e incluye un proceso de licitación y negociación. 
Este mecanismo se puede confiar tanto dentro de una especie o grupo social como dentro de los sistemas de especies. También se puede aplicar a un sistema de socios múltiples, en el que el propietario de un recurso tiene el poder de elegir a su socio de cooperación. Este modelo puede aplicarse en sistemas naturales (existen ejemplos en el mundo de los simios, peces más limpios y más). Sin embargo, son fáciles de ejemplificar los sistemas de comercio internacional. Los países árabes controlan grandes cantidades de petróleo, pero buscan tecnologías de los países occidentales. Estos a su vez necesitan petróleo árabe. La solución es la cooperación por el comercio. 

## Simbiosis
La simbiosis se refiere a dos o más especies biológicas que interactúan estrechamente, a menudo durante un largo período de tiempo. La simbiosis incluye tres tipos de interacciones: mutualismo, comensalismo y parasitismo, de las cuales solo el mutualismo a veces puede calificarse de cooperación. El mutualismo implica una interacción estrecha y mutuamente beneficiosa entre dos especies biológicas diferentes, mientras que "cooperación" es un término más general que puede implicar interacciones más sueltas y puede ser interespecífica (entre especies) o intraespecífica (dentro de una especie). En el comensalismo, una de las dos especies participantes se beneficia, mientras que la otra no se perjudica ni se beneficia. En el parasitismo, una de las dos especies participantes se beneficia a expensas de la otra. 
La simbiosis puede ser obligatoria o facultativa. En la simbiosis obligatoria, una o ambas especies dependen de la otra para sobrevivir. En la simbiosis facultativa, la interacción simbiótica no es necesaria para la supervivencia de ninguna de las especies. 
Dos tipos especiales de simbiosis incluyen la endosimbiosis, en la cual una especie vive dentro de otra, y la ectosimbiosis, en la que una especie vive sobre otra. 

### Mutualismo

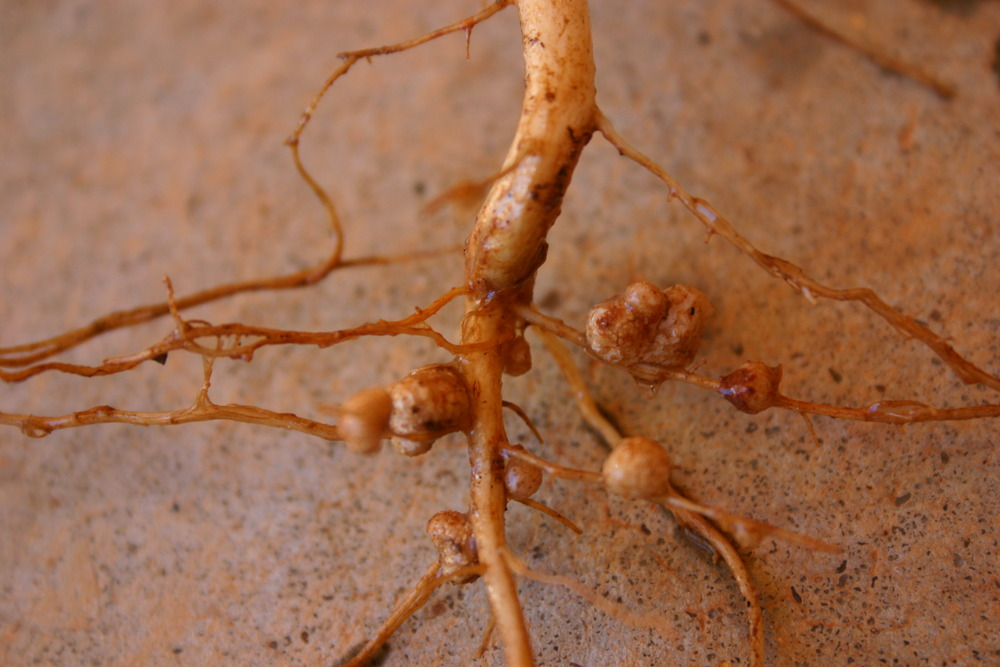
Nódulos de rizobio en Vigna unguiculata

El mutualismo es una forma de simbiosis en la que ambas especies participantes se benefician. 
Un ejemplo clásico de mutualismo es la interacción entre rizobios bacterias del suelo y leguminosas (Fabaceae). En esta interacción, las bacterias rizobias inducen la formación de nódulos de la raíz en plantas leguminosas a través de un intercambio de señales moleculares. Dentro de los nódulos de la raíz, los rizobios fijan el nitrógeno atmosférico en amoníaco utilizando la enzima nitrogenasa. La leguminosa se beneficia de un nuevo suministro de nitrógeno utilizable de los rizobios, y los rizobios se benefician de las fuentes de energía de ácido orgánico de la planta, así como de la protección proporcionada por el nódulo de la raíz. Dado que los rizobios viven dentro de la leguminosa, este es un ejemplo de endosimbiosis, y como tanto las bacterias como la planta pueden sobrevivir independientemente, también es un ejemplo de simbiosis facultativa. 
Los líquenes son otro ejemplo de mutualismo. Los líquenes consisten en un hongo (el micobionte) y un compañero fotosintético (el fotobionte), que generalmente es un alga verde o una cianobacteria. El micobionte se beneficia de los productos azucarados de la fotosíntesis generados por el fotobionte, y el fotobionte se beneficia de la mayor retención de agua y del área de superficie para capturar el agua y los nutrientes minerales que confiere el micobionte. Muchos líquenes son ejemplos de simbiosis obligada. De hecho, una quinta parte de todas las especies conocidas de hongos existentes forman asociaciones simbióticas obligatorias con algas verdes, cianobacterias o ambas.
No todos los ejemplos de mutualismo son también ejemplos de cooperación. Específicamente, en el mutualismo de subproductos, ambos participantes se benefician, pero la cooperación no está involucrada. Por ejemplo, cuando un elefante defeca, esto es beneficioso para el elefante como una forma de vaciar los desechos, y también es beneficioso para un escarabajo pelotero que usa el estiércol de elefante. Sin embargo, el comportamiento de ninguno de los participantes se beneficia del otro y, por lo tanto, la cooperación no se lleva a cabo.

## Beneficios ocultos
Los beneficios ocultos son beneficios de la cooperación que no son obvios porque son difusos o retrasados. (Por ejemplo, un beneficio oculto no implicaría un aumento en el número de descendientes o la viabilidad de los descendientes). 
Un ejemplo de un beneficio oculto involucra a Malarus cyaneus, el ratona australiana azul. En M. cyaneus, la presencia de ayudantes en el nido no conduce a un aumento en la masa de polluelos. Sin embargo, la presencia de ayudantes confiere un beneficio oculto: aumenta la posibilidad de que una madre sobreviva para reproducirse el próximo año.
Otro ejemplo de un beneficio oculto es la reciprocidad indirecta, en la que un individuo donante ayuda a un beneficiario a aumentar la probabilidad de que los observadores inviertan en el donante en el futuro, incluso cuando el donante no tendrá más interacción con el beneficiario. 
En un estudio de 79 estudiantes, los participantes jugaron un juego en el que podían dar dinero a otros en repetidas ocasiones y recibir de otros. Se les dijo que nunca interactuarían con la misma persona en el papel recíproco. El historial de donaciones de un jugador se mostraba en cada interacción anónima, y las donaciones eran significativamente más frecuentes para los receptores que habían sido generosos con otros en interacciones anteriores. La reciprocidad indirecta solo se ha demostrado que ocurre en humanos.

## El dilema del prisionero

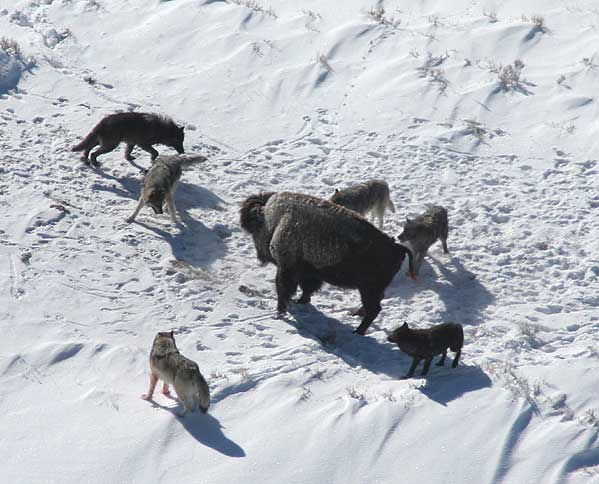
La caza cooperativa de lobos les permite atacar presas mucho más grandes y nutritivas de las que cualquier lobo individual podría manejar. Sin embargo, tal cooperación podría, potencialmente, ser explotada por individuos egoístas que no se exponen a los peligros de la caza, pero que sin embargo comparten el botín.

Incluso si todos los miembros de un grupo se benefician de la cooperación, el interés personal individual puede no favorecer la cooperación. El dilema del prisionero codifica este problema y ha sido objeto de mucha investigación, tanto teórica como experimental. En su forma original, el juego del dilema del prisionero (PDG, por sus siglas en inglés) describía a dos presos en espera de juicio, A y B, cada uno con la opción de traicionar al otro o de permanecer en silencio. El "juego" tiene cuatro resultados posibles: (a) ambos se traicionan y son sentenciados a dos años de prisión; (b) A traiciona a B, que pone en libertad a A y B está condenado a cuatro años de prisión; (c) B traiciona a A, con el mismo resultado que (b) excepto que es B quien es liberado y el otro pasa cuatro años en la cárcel; (d) ambos permanecen en silencio, lo que resulta en una sentencia de seis meses cada uno. Claramente (d) ("cooperación") es la mejor estrategia mutua, pero desde el punto de vista de la traición individual es imbatible (lo que resulta en ser liberado, o obtener solo una sentencia de dos años). Permanecer silenciosos resultados en una sentencia de cuatro años o seis meses. Esto se ejemplifica en un ejemplo adicional del PDG: dos extraños asisten a un restaurante juntos y deciden dividir la cuenta. La mejor estrategia para ambas partes sería pedir los artículos más baratos del menú (cooperación mutua). Pero si un miembro del grupo explota la situación ordenando los artículos más caros, es mejor que el otro miembro haga lo mismo. De hecho, si la personalidad del compañero comensal es completamente desconocida, y es poco probable que los dos comensales se vuelvan a encontrar, siempre es mejor para uno comer lo más caro posible. Las situaciones en la naturaleza que están sujetas a las mismas dinámicas (recompensas y penalizaciones) que el PDG define comportamiento cooperativo: nunca está en la aptitud del individuo para cooperar, aunque la cooperación mutua recompense a los dos participantes (juntos) más que cualquier otra estrategia. La cooperación no puede evolucionar bajo estas circunstancias. 
Sin embargo, en 1981, Axelrod y Hamilton notaron que si los mismos participantes en el PDG se encuentran repetidamente (en el llamado juego de dilema del prisionero iterado, IPD) entonces tit-for-tat (presagiado por la teoría del altruismo recíproco de Robert Trivers en 1971) es una estrategia robusta que promueve el altruismo. En "tit-for-tat" los movimientos iniciales de ambos jugadores son cooperación. A partir de entonces, cada participante repite el último movimiento del otro jugador, lo que resulta en una secuencia aparentemente interminable de movimientos de cooperación mutua. Sin embargo, los errores socavan gravemente la efectividad de tit-for-tat, dando lugar a secuencias prolongadas de traición, que solo pueden ser rectificadas por otro error. Desde estos descubrimientos iniciales, se han identificado todas las otras posibles estrategias de juegos de IPD (16 posibilidades en total, incluyendo, por ejemplo, "teta generosa por tat", que se comporta como "teta por tat", excepto que coopera con una pequeña probabilidad cuando el último movimiento del oponente fue "traicionar"), pero todas pueden ser superadas por al menos una de las otras estrategias, en caso de que uno de los jugadores cambie a esa estrategia. El resultado es que ninguno es evolutivamente estable, y cualquier serie prolongada del juego del dilema del prisionero iterado, en el que surgen estrategias alternativas al azar, da lugar a una secuencia caótica de cambios de estrategia que nunca termina.
Los resultados de la economía experimental muestran, sin embargo, que los humanos a menudo actúan de manera más cooperativa que lo que dictaría el propio interés estricto.

## Mecanismos evolutivos que sugieren que la reciprocidad es resultado, no causa, de la evolución de la cooperación
A la luz del juego del dilema del prisionero iterado y la teoría del altruismo recíproco que no proporciona respuestas completas a la estabilidad evolutiva de la cooperación, se han propuesto varias explicaciones alternativas. 

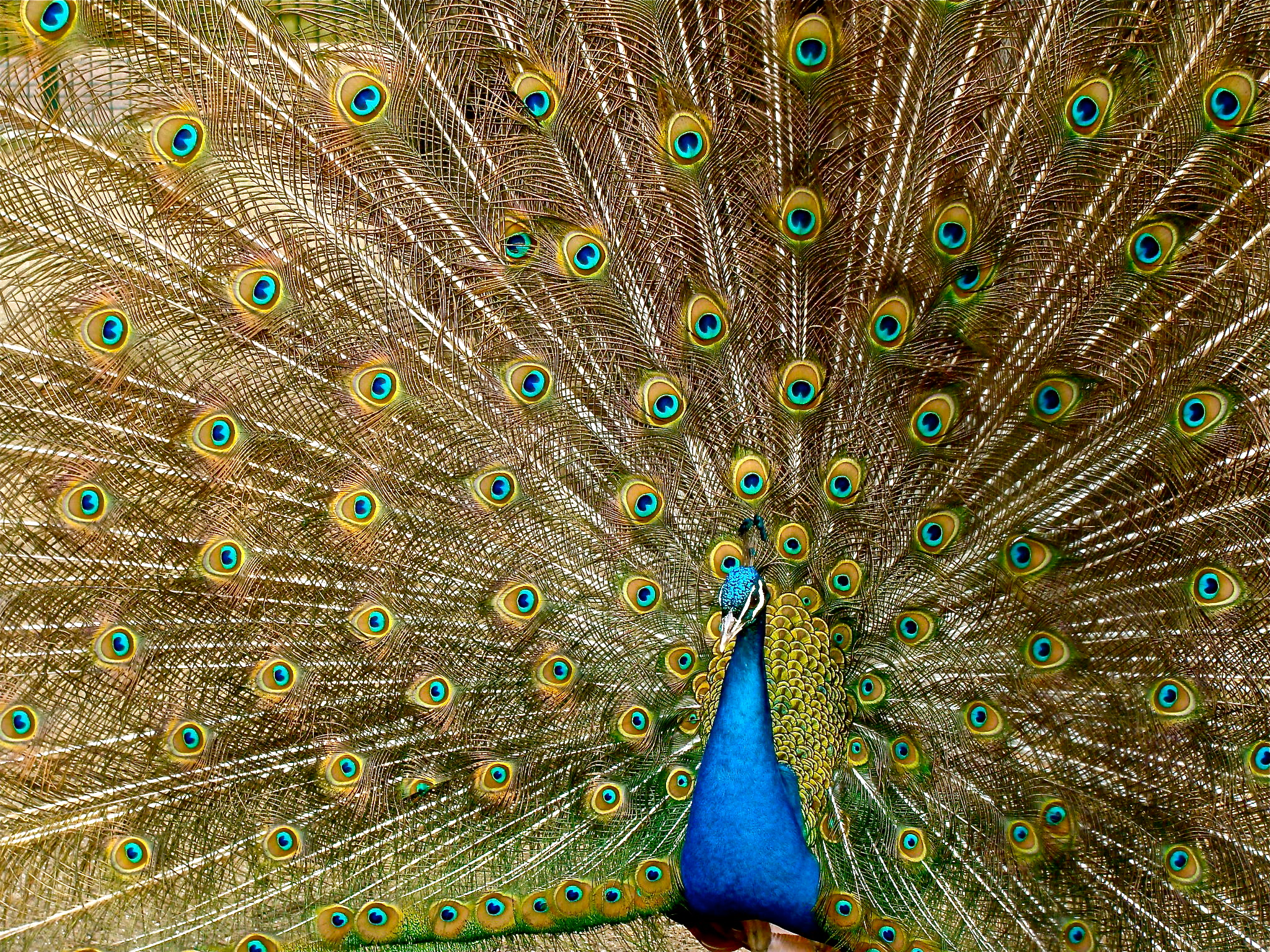
Un pavo real macho con su cola eréctil bella pero torpe, aerodinámicamente poco sólida, que Amotz Zahavi cree que es una desventaja, comparable a la desventaja de un caballo de carrera. Cuanto mayor es la desventaja, más se adapta intrínsecamente al individuo (ver texto).

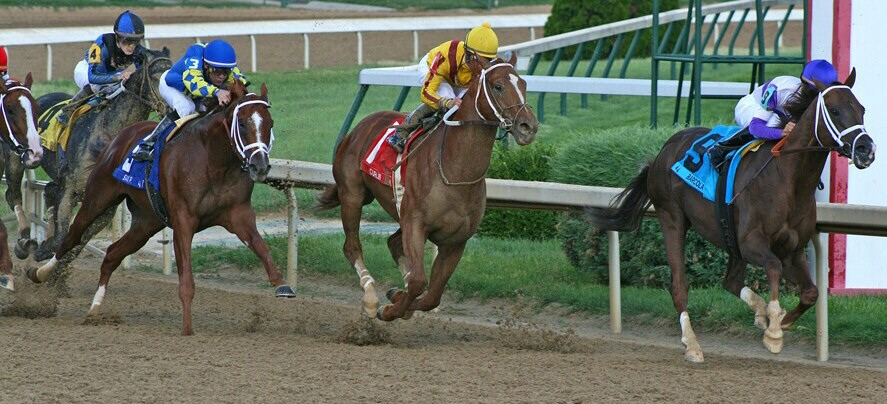
Los mejores caballos en una carrera de handicap tienen los pesos más grandes, por lo que el tamaño de la discapacidad es una medida de la calidad del animal.

Existen sorprendentes paralelismos entre el comportamiento cooperativo y los adornos sexuales exagerados que exhiben algunos animales, en particular ciertas aves, como el pavo real, entre otros. Ambos son costosos en términos de aptitud física, y ambos son generalmente conspicuos para otros miembros de la población o especie. Esto llevó a Amotz Zahavi a sugerir que ambas podrían ser señales de aptitud que se vuelven evolutivamente estables por su principio de desventaja. Si una señal debe seguir siendo confiable y generalmente resistente a la falsificación, la señal tiene que ser evolutivamente costosa. Por lo tanto, si un mentiroso (de baja condición física) utilizara la señal altamente costosa, que erosionó seriamente su aptitud real, resultaría difícil mantener una apariencia o normalidad. Zahavi tomó prestado el término "principio de desventaja" de los sistemas para discapacitados deportivos. Estos sistemas tienen como objetivo reducir las disparidades en el rendimiento, lo que hace que el resultado de los concursos sea menos predecible. En una carrera de handicap de caballos, a los caballos probadamente más rápidos se les da peso más pesado para llevar debajo de sus monturas que los caballos intrínsecamente más lentos. Del mismo modo, en el golf amateur, los mejores golfistas tienen menos golpes restados de sus puntuaciones en bruto que los jugadores con menos talento. Por lo tanto, la desventaja se correlaciona con el rendimiento no discapacitado, lo que hace posible, si uno no sabe nada acerca de los caballos, predecir qué caballo discapacitado ganaría una carrera abierta. Sería el que tuviera el mayor peso en la silla. Las desventajas en la naturaleza son altamente visibles y, por lo tanto, un pavo, por ejemplo, podría deducir la salud de un compañero potencial al comparar su impedimento (el tamaño de la cola del pavo real) con el de los otros machos. La pérdida de la condición física del macho causada por la discapacidad se ve contrarrestada por su mayor acceso a las hembras, lo cual es tan preocupante como su salud. Un acto cooperativo es, por definición, igualmente costoso (por ejemplo, ayudar a criar a los pichones en el nido de un par de aves no relacionadas en lugar de producir y criar a su propia descendencia). Por lo tanto, también sería señal de aptitud física, y probablemente sea tan atractivo para las hembras como un impedimento físico. Si este es el caso, la cooperación está estabilizada evolutivamente por la selección sexual.

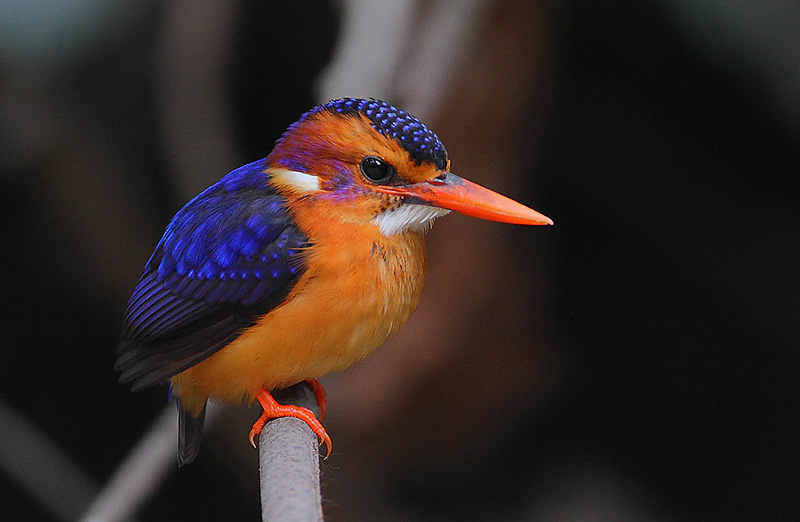
Un martín pescador pigmeo africano, que muestra detalles de apariencia y coloración que comparten todos los martines pescadores africanos con un alto grado de fidelidad.

Existe una estrategia alternativa para identificar compañeros aptos que no se basa en que un sexo tenga adornos sexuales exagerados u otras desventajas, pero probablemente sea generalmente aplicable a la mayoría, si no a todas las criaturas sexuales. Se deriva del concepto de que el cambio de apariencia y funcionalidad causado por una mutación no silenciosa generalmente se destaca en una población. Esto se debe a que la apariencia y funcionalidad alteradas son inusuales, peculiares y diferentes de la norma dentro de esa población. La norma contra la cual se juzgan estas características inusuales está formada por atributos aptos que han alcanzado su pluralidad a través de la selección natural, mientras que los atributos no tan bien adaptados serán minoritarios o francamente raros. Dado que la abrumadora mayoría de las características mutantes son inadaptadas, y es imposible predecir la dirección futura de la evolución, se esperaría que las criaturas sexuales prefieran parejas con el menor número de características inusuales o minoritarias. Esto tiene el efecto de una población sexual que elimina rápidamente las características fenotípicas periféricas, canalizando así la apariencia y el comportamiento exterior de todos sus miembros. Todos ellos muy rápidamente comienzan a aparecer notablemente similares entre sí en cada detalle, como se ilustra en la fotografía que acompaña al martín pescador pigmeo africano, Ispidina picta. Una vez que una población se ha vuelto tan homogénea en apariencia como es típico de la mayoría de las especies, todo su repertorio de comportamientos también lo hará evolutivamente estable, incluidas las interacciones cooperativas, altruistas y sociales. Así, en el ejemplo anterior del individuo egoísta que se queda atrás del resto de la manada de caza, pero que sin embargo se une al botín, ese individuo será reconocido como diferente de la norma, y por lo tanto, le será difícil atraer una pareja (koinofilia). Por lo tanto, sus genes solo tienen una probabilidad muy pequeña de ser transmitidos a la generación siguiente, estabilizando evolutivamente la cooperación y las interacciones sociales en cualquier nivel de complejidad que sea la norma en esa población.

## Historia de la investigación en cooperación
Una de las primeras referencias a la cooperación animal fue hecha por Charles Darwin, quien lo señaló como un problema potencial para su teoría de la selección natural. En la mayor parte del siglo XIX, intelectuales como Thomas Henry Huxley y Piotr Kropotkin debatieron fervientemente sobre si los animales cooperan entre sí y si los animales muestran comportamientos altruistas. En 1902, Kropotkin publicó su libro El apoyo mutuo, que ofrecía una visión alternativa de la supervivencia humana y animal. En él declaró que "fue un énfasis evolutivo en la cooperación en lugar de la competencia en el sentido darwiniano lo que contribuyó al éxito de las especies, incluido el humano". Kropotkin acuñó el término evolución progresiva para describir cómo la ayuda mutua se convirtió en la condición sine qua non de toda la vida social, animal y humana.
A fines de la década de 1900, algunas investigaciones iniciales sobre cooperación animal se centraron en los beneficios de la vida en grupo. Mientras que vivir en un grupo produce costos en forma de mayor frecuencia de ataques de depredadores y mayor competencia de apareamiento, algunos animales encuentran que los beneficios superan los costos. Los animales que practican la vida en grupo a menudo se benefician de la asistencia para la eliminación de parásitos, el acceso a más parejas y la conservación de energía en la alimentación.  Inicialmente, la forma más obvia de cooperación animal era la selección de parientes, pero estudios más recientes se centran en la cooperación entre no parientes, donde los beneficios pueden parecer menos obvios. La cooperación entre no familiares a menudo involucra muchas estrategias que incluyen la manipulación y la coerción, lo que hace que estas interacciones sean más complicadas de estudiar. Un ejemplo de manipulación es el cuco, un parásito de cría,que pone sus huevos en el nido de un ave de otra especie. Ese pájaro entonces es engañado para alimentar y cuidar a la cría de cuco. Aunque este fenómeno puede parecer una cooperación a primera vista, solo presenta beneficios para un receptor. 
En el pasado, los modelos de teoría de juegos simples, como los modelos clásicos de caza cooperativa y los dilemas de Prisionero, se usaban para determinar las decisiones tomadas por los animales en las relaciones cooperativas. Sin embargo, las interacciones complicadas entre los animales han requerido el uso de modelos económicos más complejos, como el equilibrio de Nash. El equilibrio de Nash es un tipo de teoría de juego no cooperativa que asume que la decisión de un individuo está influenciada por su conocimiento de las estrategias de otros individuos. Esta teoría era novedosa porque tenía en cuenta las capacidades cognitivas superiores de los animales. La estrategia evolutivamente estable es una versión refinada del equilibrio de Nash en el sentido de que asume que las estrategias son hereditarias y están sujetas a la selección natural. Los modelos económicos son útiles para analizar las relaciones de cooperación porque proporcionan predicciones sobre cómo actúan los individuos cuando la cooperación es una opción. Los modelos económicos no son perfectos, pero proporcionan una idea general de cómo funcionan las relaciones de cooperación. 